# بروس لوگان (ورزشکار)
بروس لوگان (انگلیسی: Bruce Logan; ۲ مارس ۱۸۸۶ – ۲۴ نوامبر ۱۹۶۵) قایقران روئینگ اهل بریتانیا بود.